# قرارات سوفولك

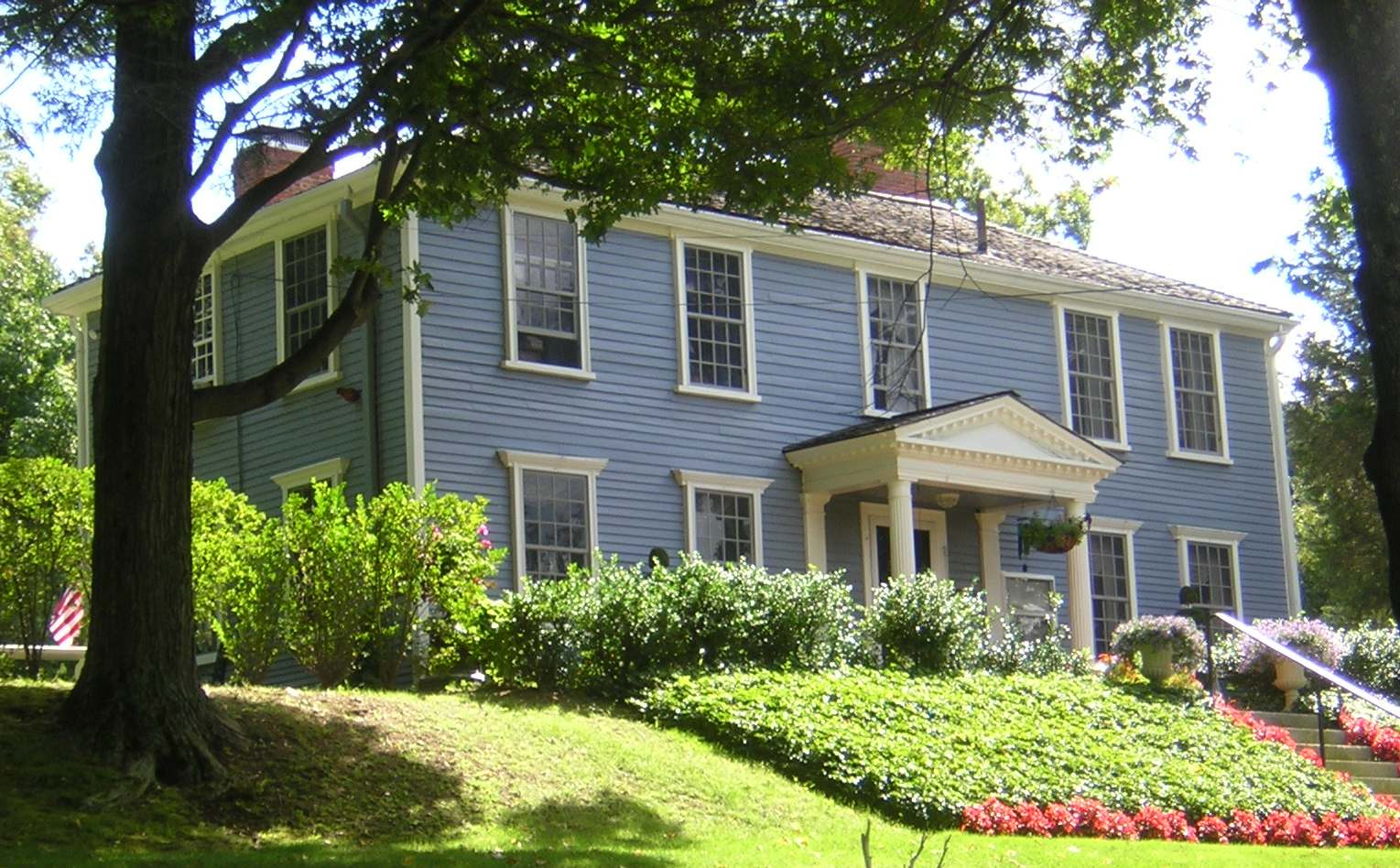
منزل قرارات سوفولك، 2009

قرارات سوفولك (بالإنجليزية: Suffolk Resolves)‏، وهي إعلان صدر في 9 سبتمبر 1774 من قبل قادة مقاطعة سوفولك، ماساتشوستس. وفي هذا الإعلان تم رفض قانون حكومة ماساتشوستس وقرار مقاطعة البضائع المستوردة من بريطانيا ما لم يتم إلغاء هذه القوانين التي لا تطاق. وقد اعترف رجل الدولة إدموند بيرك بهذه القرارات باعتباره تطوراً كبيراً في العداء الاستعماري الذي أدى بدوره إلى اعتماد إعلان استقلال الولايات المتحدة من مملكة بريطانيا العظمى في عام 1776، وحث المصالحة البريطانية مع المستعمرات الأمريكية. وقد صادق الكونغرس القاري الأول على القرارات في 17 سبتمبر 1774.